# Musée du Canal de Berry
Le Musée du Canal de Berry se situe sur la commune d'Audes dans le département de l'Allier à 15 km au nord de Montluçon. Il est situé sur le site d'anciens fours à chaux.

## Objet
Il présente l'histoire du canal de Berry, le canal le plus étroit de France (avec le canal de la Sauldre).
Il est constitué d'un fonds documentaire, de maquettes, d'outils, de portes d'écluses et de deux péniches ayant navigué sur le canal, le berrichon de bois Aramis et le berrichon métallique Frêne.

## Histoire
Le Musée du Canal de Berry a été créé en 1978, à l'initiative d'une quinzaine de membres de l'Amicale laïque de Reugny.
Il a rouvert en 2010 après rénovation.